# Nudging

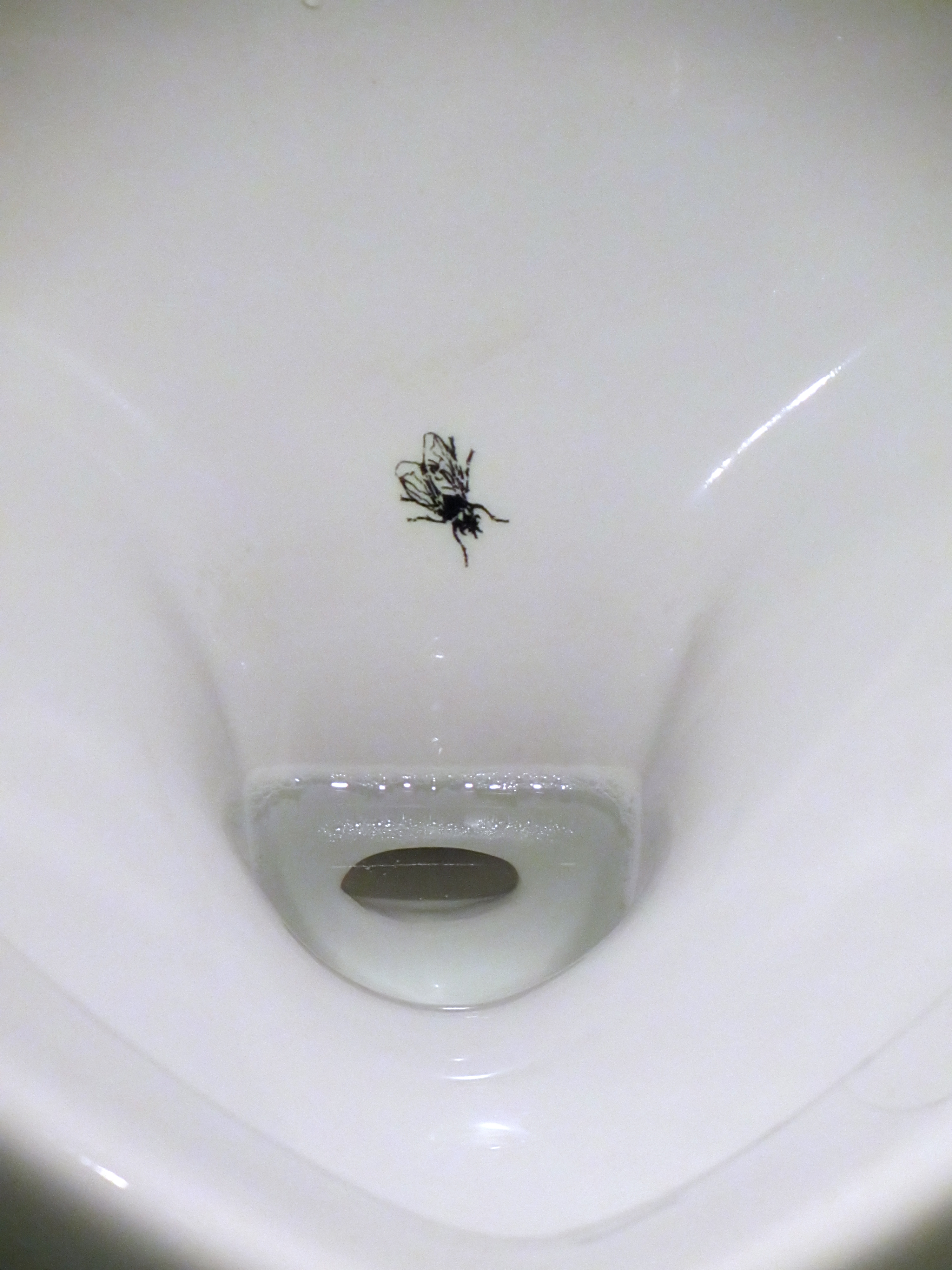
Een vlieg in het Urinoir] als doelwit voor mannen

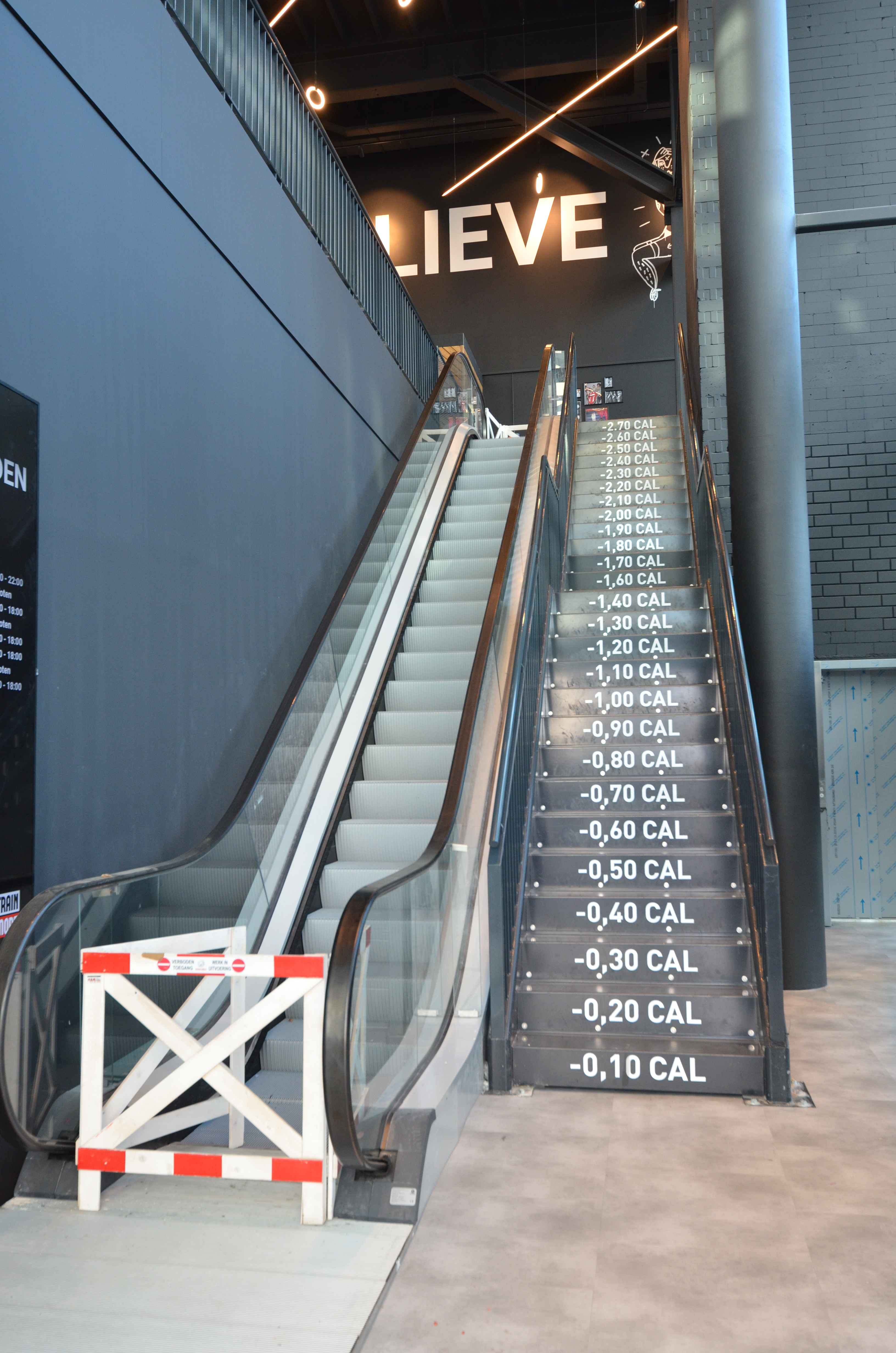
Een trap met per trede de verbrande hoeveelheid energie wanneer men de trap neemt.

Nudging (of nudgen) is een in 2008 beschreven gedragspsychologische motivatietechniek waarbij mensen subtiel worden gestimuleerd om zich op een gewenste wijze te gedragen. Over de effectiviteit van nudging bestaat geen wetenschappelijke consensus, omdat het onderzoek ernaar lijdt onder publicatiebias.
De term is populair geworden door het in 2008 verschenen Engelstalige boek Nudge: Improving Decisions About Health, Wealth, and Happiness van de wetenschappers Richard Thaler en Cass Sunstein. Volgens hen is een nudge elk aspect van de keuzearchitectuur dat het gedrag van mensen verandert op een voorspelbare manier, zonder opties te verbieden en/of financiële prikkels significant te veranderen. De techniek kan worden gezien als het geven van een ‘duwtje’ (Engels: nudge) in de ‘goede’ richting. Het klassieke voorbeeld is het plaatsen van een nepvlieg op urinoirs zodat mannen niet meer naast de pot plassen.
Volgens Thaler en Sunstein is nudging een goede aanvulling op de drie traditionele instrumenten van gedragsbeïnvloeding: wetgeving, voorlichting en financiële prikkels. Die kunnen respectievelijk te dwingend, te paternalistisch of te duur zijn, en bovendien gaan ze uit van de mens als rationeel wezen.
Sinds het indienen van een conceptnota in het Vlaams Parlement op 8 mei 2015 wordt ook in Vlaanderen het politieke debat over het invoeren van de nudging-techniek in onder meer de welzijnssector gevoerd.

## Soorten nudging
Er zijn verschillende soorten nudging. Sunstein onderscheidt 10 soorten nudges. Onderstaand worden deze soorten opgesomd samen met een voorbeeld.
- Standaard regels: Het opt-outsysteem bij orgaandonatie. Standaardregels zoals het opt-outsysteem werken goed omdat een systeem waarbij mensen een actieve keuze moeten maken vaak een barrière is.
- Versimpeling: Als procedures heel toegankelijk gemaakt worden, zullen meer mensen ze volgen. Bijvoorbeeld een formulier van de stad in verschillende talen aanbieden.
- Sociale normen: Benadrukken wat de meeste mensen doen. Plaats de zin ‘De meeste mensen betalen hun parkeerboete binnen de 10 dagen’ op een parkeerboete en je bent geneigd sneller te betalen.
- Verhoging van gemak: Een gezond pakket dat je kan kopen in de supermarkt. Je moet geen moeite doen om de gezonde voeding te zoeken in de supermarkt, het pakket is een keuze die het gemak verhoogt.
- Transparantie: De calorieën van voedingswaren duidelijk vermelden op de verpakking.
- Waarschuwingen: ‘Roken is dodelijk’ op verpakkingen van sigaretten.
- Voor-engagement: Als je jezelf inschrijft voor een programma om te stoppen met roken, zal je langer volhouden.
- Herinneringen: Herinneringen via sms aan doktersafspraken zorgen voor minder doktersafspraken waar niemand komt opdagen.
- Intentie tot...: Vragen naar de intenties van mensen: ‘Gaat u stemmen in oktober?’
- Informatie over gevolgen van acties in het verleden. Leerlingen informeren over slaagkansen in het hoger onderwijs van oud-leerlingen die hetzelfde traject volgden.

## Kritiek
Deze nieuwe vorm van gedragsbeïnvloeding stuit ook op kritiek. Wetenschappelijk wordt de effectiviteit zelf van nudging betwijfeld. Uit een meta-analyse werd geconcludeerd dat de publicatiebias in het domein zodanig groot is dat er na correctie geen bewijs overblijft dat nudging een effectief instument is om gedrag te veranderen. Een andere studie vond dat nudging alleen in sommige contexten werkt en niet in andere.
Sommige psychologen en filosofen vragen zich af of de overheid (politici, beleidsmensen) niet te ver gaat in het sturen of manipuleren van mensen en zich bezondigt aan ongewenst paternalisme. Volgens anderen beperkt nudging zich enkel tot een gedragswijziging op korte termijn maar zet het niet aan tot een mentaliteitsverandering op lange termijn.